# Rui Lourenço de Távora, neto
Rui Lourenço de Távora (1556 – 19 de junho de 1616) foi vice-rei da Índia, de 1609 a 24 de Dezembro de 1612.
Filho do diplomata Lourenço Pires de Távora, em 1573, passou com seu irmão Álvaro a servir em Tânger.
Em 1576 foi para a Índia portuguesa, acompanhando seu avô homónimo, também chamado de Rui Lourenço de Távora, que fora nomeado vice-rei da Índia, mas que morreu no caminho. Mesmo assim manteve o seu percurso e militou na Índia com muita intrepidez, chegando a comandar uma galé.
Sabendo que Sebastião tencionava passar ao Norte de África, regressou ao reino, chegando em 1579, apenas para saber as notícias do desastre de Alcácer Quibir, e da morte dos seus dois irmãos. Depois será ele um dos oito fidalgos que foram destacados para receber as ossadas de ele-Rei D. Sebastião quando estas chegaram ao porto de Faro para as conduzirem para Lisboa.
Foi nomeado governador da Torre Velha, em frente da Torre de Belém, pelo cardeal Henrique, e mais tarde apoiou Filipe I. Serviu na defesa Sesimbra, e na de Lisboa, atacadas pelos ingleses. Foi nomeado capitão de Ceuta e depois capitão de Tânger, mas nenhum dos governos pôde exercer por doença grave que teve. Em 1595 foi nomeado governador do Reino do Algarve, durante sete anos, residindo em Lagos, tendo trabalho para defender as cidades da costa contra as armadas inglesas que as assaltavam. Faro foi tomada e queimada pelos ingleses, que voltavam comandados pelo conde de Essex da expedição de Cádis.
Em 1608 foi nomeado vice-rei da Índia. Coube-lhe gerir as consequências negativas da derrota da armada do vice-rei Martim Afonso de Castro e tentar com os escassos recursos disponíveis enfrentar o poderio crescente da VOC e dos ingleses.
Estabeleceu relações com o grão-Mugol, e mandou tropas, comandadas por D. Estêvão de Ataíde, para conquistarem o Monomotapa, missão que da corte lhe incumbiam com muita urgência.
Substituído em 1612 por Jerónimo de Azevedo, demorou-se ainda algum tempo na Índia no Mosteiro de Nossa Senhora do Cabo, em Goa, regressando ao reino em 1613. Teve no caminho um encontro com umas naus holandesas, e chegando a Lisboa, morreu pouco depois, no ano de 1615, quando era pela segunda vez nomeado provedor da Misericórdia de Lisboa.

## Casamento e descendentes
Casou, em 1566, com Maria Coutinho, filha de Diogo de Almeida, comendador de Pensalvos, e de Leonor Coutinho; de quem teve Leonor Coutinho, mulher de D. Francisco da Gama, 4º conde de Vidigueira; Lourenço Pires de Távora e Cristóvão de Távora, moços fidalgos de Felipe III, e Álvaro Pires de Távora, senhor de Mogadouro